# Planociampa antipalpa
Planociampa antipalpa är en fjärilsart som beskrevs av Louis Beethoven Prout 1930. Planociampa antipalpa ingår i släktet Planociampa och familjen mätare. Inga underarter finns listade i Catalogue of Life.